# 拉丁語維基百科
拉丁語維基百科（拉丁語：Vicipaedia Latina）是維基百科協作計劃的拉丁語版本，由非營利組織——維基媒體基金會維持負責。計劃開始於2002年5月，至2025年7月已有超過140,000篇百科条目。尽管拉丁语维基百科中的主要内容都是由拉丁语写就，但是在社区的讨论中，主要还是以现代英语、意大利语、法语、德语或西班牙语等通用语言作为交流的主要方式，这主要是因为拉丁语维基百科的用户们发现这种方法更加方便而且能提高效率。
专业拉丁语学家正在协助持续增进百科条目的质量和数量。加州大学洛杉矶分校（UCLA）古典文学系主任罗伯特·古尔沃（英語：Robert Gurval）说，即使一些条目贡献者并没有很好掌握拉丁文的语法，但是“这些条目的质量很高，事实上是真的相当高”。

## 外部連結
- 拉丁语维基百科移动版 （页面存档备份，存于）
- Anne Mahoney, "Vicipaedia Latina: Encyclopedia and Community （页面存档备份，存于）" at DCC: Dickinson College Commentaries. Also published in Classical Outlook vol. 90 no. 3 (Spring 2015) pp. 68–90

1. ↑  Gomes, Lee. . The Wall Street Journal. September 29, 2007  [September 30, 2011]. （原始内容存档于2020-11-27）.